# Luc Arbogast
Luc Arbogast (La Rochelle, 1975. november 2. –) francia énekes és dalszövegíró. Zenei stílusát a középkori hangzásvilág és zenék feldolgozása határozza meg. Szélesebb körben akkor vált ismertté különleges hangjával, amikor 2013-ban egy francia tehetségkutató műsorban szerepelt.

## Élete
Apja francia katona, anyja német származású nővér. Landrais-ban nőtt fel, de 10 éves korában Elzászba költöztek, ahol elsajátította a helyi nyelvjárást. Fiatalon megtanult gitározni és néhány zenei eseményen is részt vett már. Azonban középiskolásként cipésznek tanult. Autodidakta módon tanult középkori stílusú zenét énekelni és játszani. Zenei világára nagy hatással voltak olyan művek mint a Szűz Mária énekek (Cantigas de Santa Maria) vagy Walther von der Vogelweide költő művei. 1996-ban utcai zenészként kezd dolgozni, főleg katedrálisok közelében valamint középkori témájú fesztiválokon lép fel. Kezdetben kis példányszámban ad ki saját albumokat: Fjall d'yr Vinur (2003), Domus (2004), Hortus Dei (2007), Aux Portes de Sananda (2009). Professzionális karriert 2011-ben kezd és 2012-ben megjelenik Canticum in Terra albuma. A 2012-es nizzai műkorcsolya világbajnokságon Brian Joubert kűrjét Arbogast An Freij de An Neo Era művére adja elő.
Szélesebb körben 2013-ban lett ismert, amikor egy francia tehetségkutató műsorban, a The Voice, la plus belle voixban szerepelt. Habár az élőben közvetített elődöntőig eljutott, viszont nem ő nyerte meg a versenyt. Ennek ellenére a siker nem maradt el és új albuma, az Odysseus a francia zenei listák élére került.

## Albumai
- Fjall d'yr vinur (2003)
- Domus (2004)
- Hortus Dei (2007)
- Aux portes de Sananda (2009)
- Canticum in terra (2012)
- Odysseus (2013)

## Videók
- Szereplése a „The Voice, la plus belle voix” tehetségkutató műsorban
- Brian Joubert 2012 műkorcsolya száma
- Egy szabadtéri előadás